# Piedmont (États-Unis)
Pour les articles homonymes, voir Piedmont.

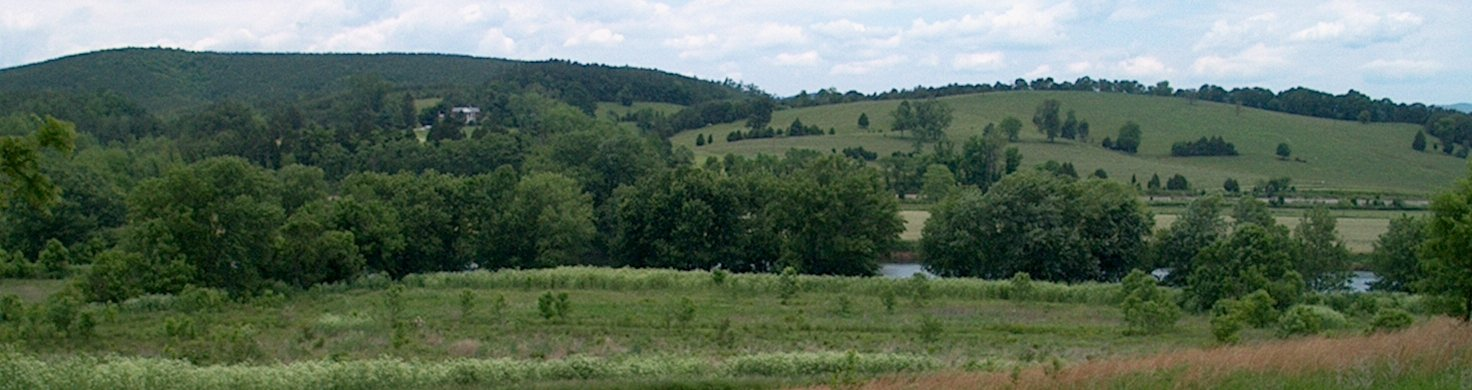
La James River serpente à travers les montagnes usées du Piedmont dans le centre de la Virginie. La plupart des collines de la région sont moins hautes que celles que l'on voit ici.

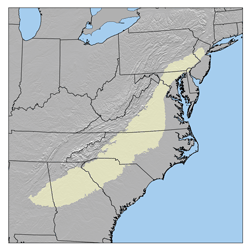
Région du Piedmont.

Le Piedmont est une région de plateaux située sur la côte est des États-Unis, entre la plaine côtière atlantique et la chaîne montagneuse des Appalaches.
Il s’étend du New Jersey, au nord, jusqu’en Alabama, au sud. Sa largeur est-ouest varie selon l’endroit, mais mesure, par exemple, 475 km au niveau de la Caroline du Nord. Il couvre une superficie d’environ 207 000 km2. Le nom de la région tire son origine de la région italienne du Piémont (Piemonte en italien), qui signifie aux pieds des montagnes.

## Géologie
La région est couverte de basses collines arrondies dont l’altitude varie entre 50 et 300 mètres. La géologie de la zone est complexe par la présence de nombreuses formations géologiques rocheuses différentes. Néanmoins, la zone est le vestige d’une très ancienne chaîne montagneuse qui s’est érodée au fil du temps.

## Agriculture
Les sols sont argileux et modérément fertiles. Dans le sud, on cultive du coton. Au centre, on trouve des cultures de tabac, alors que sa partie nord est plus diversifiée.

## Musique
La région est finement liée au Piedmont blues, un style de musique blues qui naquit à la fin du XIXe siècle. La plupart des musiciens sont originaires de Virginie, des États de Caroline et de Géorgie. La musique a été influencée par la musique country, par le ragtime et les chansons populaires.

## Villes
Les plus importantes cités sont localisées sur la partie orientale de la région. On y trouve, entre autres, les villes de Charlotte et d’Atlanta.